# Mette Sjøberg
Mette Sjøberg (ur. 19 kwietnia 1982 roku w Vejle) – duńska piłkarka ręczna, reprezentantka kraju. Gra na pozycji prawej rozgrywającej. Obecnie występuje w duńskiej lidze, w drużynie KIF Vejen.